# Абдул-Амир, Саад
Саад Абдул-Амир Луайби аз-Зирджави (англ. Saad Abdul-Amir Luaibi Al-Zirjawi; род. 19 января 1992, Багдад) — иракский футболист, правый полузащитник и защитник клуба «Аль-Кува» и сборной Ирака.

## Карьера

### Клубная карьера
Начал заниматься футболом в 14-летнем возрасте в составе багдадского клуба «Аль-Карх». В 16 лет дебютировал в составе взрослой команды своего клуба во втором дивизионе чемпионата страны и за следующие два сезона принял участие в 40 матчах.
В 2010 году футболист перешёл в «Эрбиль», в его составе выиграл чемпионский титул и дважды был финалистом Кубка АФК.
В 2015 году перешёл в саудовский клуб «Аль-Кадисия», подписав однолетний контракт. Дебютный матч в новом клубе сыграл 22 августа 2015 года против «Аль-Файсали». 28 ноября 2015 в матче против клуба «Наджран» забил свой первый гол, а всего в ходе сезона забил 5 мячей. По окончании сезона контракт с игроком был продлён.

### Карьера в сборной
21 сентября 2010 года, в 18-летнем возрасте, сыграл дебютный матч за сборную Ирака против команды Омана. Первый гол за национальную команду забил 8 октября 2013 года в ворота сборной Ливана.
Принимал участие в финальных турнирах Кубка Азии в 2011 году (на поле не выходил) и 2015 году (участвовал во всех шести матчах).

## Достижения
- Чемпион Ирака: 2011/12
- Серебряный призёр чемпионата Ирака: 2012/13, 2013/14
- Финалист Кубка АФК: 2012, 2014